# Absorptionsprinzip
Das Absorptionsprinzip ist in § 52 Abs. 1 und 2 StGB geregelt (Tateinheit) und besagt, dass bei Verletzung mehrerer Strafgesetze oder desselben Strafgesetzes mehrmals durch dieselbe Handlung nur auf eine Strafe erkannt wird. Bei Verletzung mehrerer Strafgesetze (ungleichartige Tateinheit) richtet sich die Strafe nach dem Gesetz, das die schwerste Strafandrohung vorsieht. Gleichzeitig ist die Mindeststrafandrohung dem Gesetz zu entnehmen, das die höchste Mindeststrafe vorsieht (Kombinationsmodell).
Das Absorptionsprinzip will einerseits verhindern, dass ein Täter mehrere Strafen für dieselbe Handlung erhält. Dieselbe Handlung kann eine Handlung im natürlichen Sinne sein, also ein Entschluss und eine Willensbetätigung, oder aber eine rechtliche Handlungseinheit, also die Zusammenfassung mehrerer Handlungen zu einer rechtlichen Bewertungseinheit. Ohne Absorption würde ein Auseinanderreißen des (einheitlichen) Lebensvorgangs insbesondere aber ein lebensfremdes Strafmaß resultieren.

## Beispiel aus dem deutschen Strafrecht
A verletzt B, indem er diesem mit einem Messer durch das Hemd hindurch in den Arm sticht. Hier besteht (prinzipiell) Tateinheit zwischen Sachbeschädigung und gefährlicher Körperverletzung. Die höhere Strafe droht der Tatbestand der gefährlichen Körperverletzung (§ 224 StGB) an, daher richtet sich hiernach die Strafe.